# Лапље Село
Лапље Село (алб. Llapllasellë) је насељено место у граду Приштини на Косову и Метохији. Према попису из 2024. било је 1.387 становника.

## Положај
По законима самопроглашене Републике Косово насеље се налази у саставу општине Грачаница. Атар насеља се налази на територији катастарске општине Лапље Село површине 1118 ha.

## Историја
Мештани Срби у Лапљем Селу добили су царску дозволу 4. маја 1898. године, да могу отворити српску школу. Тада је започета градња школске зграде, као једноспратнице од тврдог материјала, са четири одељења и ходником. Прва прослава школске славе Св. Саве одржана је док још школа није била завршена. Службовао је у цркви и испред школе поп Коста Максимовић. Школски домаћин на првој слави био је Јован Милић.
Православна мала црква изграђена надомак места, посвећена Св. Петки освећена је на празник Св. Тројице (Духове) 1899. године. Дуго је била у развалинама, а потом ју је обновио поп Риста. Ту зато што није била освећена, дуго није држана црквена служба. Освећење је извршио архимандрит Гедеон Марић, управитељ манастира Грачанице, уз саслужење још неких свештеника.
Нова црква је подигнута 1938.

## Становништво
Према попису из 2011. године, Лапље Село има следећи етнички састав становништва:
| Националност | 2011.        |
| Срби         | 853 (95.63%) |
| Роми         | 20 (2.24%)   |
| Турци        | 12 (1.35%)   |
| остали       | 7 (0.78%)    |
| Укупно       | 892          |

| Демографија | Демографија | Демографија |
| Година      | Становника  | Становника  |
| ----------- | ----------- | ----------- |
| 1948.       | 853         |             |
| 1953.       | 932         |             |
| 1961.       | 1.043       |             |
| 1971.       | 1.072       |             |
| 1981.       | 1.209       |             |
| 1991.       | 1.383       |             |
| 2011.       | 892         |             |

### Порекло становништва по родовима
Садашње село је основано ко 1830. године. Да би основали или обновили село и привукли становништво. Господари Џинићи су дали земљу једном роду (Чачићима), али су им сви други досељеници морали бити чифчије. И све до краја Првог светског рата село је било њихов чифлик.
Подаци из 1932.
- Чачићи (14 к., Ђурђиц),(Трајковић, Митић, Петковић) најстарији досељеници. Преселили се из Чаглавице на земљу коју су им дали турски господари Џинићи из Приштине да би основали (обновили) село. Појасеви у 1932. од пресељења: Вуча, Тома, Траја, Серафим 50 г.
- Драговићи (10 к., Св. Арханђео). Пресељени из Драговца после Чачића.
- Тодићи (3 к., Св. Арханђео). Досељени из Кијева у Метохији кад и Драговићи.
- Сливаци (6 к., Ђурђиц). Пресељени од истоименог рода у Преоцу кад и Тодићи.
- Каралићи (2 к., Св. Лазар). Пресељени око 1830. године из Коњуха. Даља старина им је у Метохији (пећки крај).
- Јеринци (7 к.,Св. Јоаким и Ана). Досељени из Ругове у Метохији кад и Каралићи.
- Бугарчићи (3 к., Св. Петка). Досељени из Мораве (гњиланске) кад и Јеринци.
- Каранерци (2 к., Св. Никола). „Довођени“ (дошли као пасторци) из Бадовца у род Бугарчића и дуго били с њим у задрузи.
- Прђадинци (3 к., Ђурђиц), Ђокци (1 к., Св. Никола) и Чкољинци (3 к., Св. Никола), досељеници из Јашар-пашиног времена, али непознате старине.
- Павлови (1 к., Ђурђиц). Пресељени из Чаглавице око 1870. године.
- Секташови (3 к., Св. Никола). Пресељени из Софалије кад и Павлови. Даља старина им је у сев. Албанији као код Митровића од којих потичу.
- Караџићи (1 к., Св. Никола). Пресељени из рода Караџића у Новом Селу (на Грачанки) око 1880. године.
- Шопци (3 к., Св. Арханђео). Пресељени из Ливађа од истоименог рода, кад и Караџићи. Старина им је у Мужичану. општина Штимље.
- Пепинци (8 к., Ђурђиц). Пресељени из Ливађа кад и Шопци.
- Дуљаци (2 к., Св. Никола). Пресељени из Новог Села (на Грачанки) из рода Дуљака. Старина им је у околини Ораховца у Метохији.
- Маринковићи (5 к., Митровдан). Пресељени око 1890. године из Новог Села (на Грачанки) из стариначког рода Радичића у Новом Селу.
- Цапци (5 к., Митровдан), пресељени из Ливађа око 1890.
- Јанчевић (1 к., Св. Петка), пресељени из Ливађа око 1900. године.
- Шалтић (1 к., Јован Милостиви). Пресељени од истоименог рода. 1919. године као „дућанџије“. Старина им је у Оптеруши у Метохији.
- Перић (1 к., Св. Никола). Преселио се из Софалије око 1900. године.
- Ђорић (1 к.). Пресељен из Крушевца код Липљана 1925. год, где је на две-три године пре тога дошао из Србије као колониста.